# Старобин
Старо́бин (бел. Старобін) — городской посёлок в Солигорском районе Минской области Беларуси. Административный центр Старобинского сельсовета. 
Численность населения — 6 417 человек (на 1 января 2025 года).

## Географическое положение
Расположен на реке Случь в 5 км на юг от Солигорска, в 145 км от Минска.

## История
Известен с 1646 года как поселение в Слуцком княжестве ВКЛ. Владение князей Олельковичей, Радзивиллов, Витгенштейнов, Гогенлоэ.
По одной из версий ойконим Старобин образован от славянского стар- и кабардинского бин (бын) «семья».
Во время московско-литовской войны 1654-56 годов был дозорным пунктом слуцкого гарнизона князя Богуслава Радзивилла
В 1654 получил право на еженедельный торг и 4 ярмарки в год.
В 1680 местечко в Новогрудском воеводстве Великого княжества Литовского Речи Посполитой.
В 1793 после оккупации ВКЛ и раздела Речи Посполитой между Австрией, Пруссией и Россией — местечко в Слуцком уезде Северо-Западного края Российской империи.
В 1924—1962 центр Старобинского района (с 28 августа 1924 года в составе Слуцкого округа, в 1927—1930 годах — в составе Бобруйского округа) Минской области БССР.
С 1938 года городской посёлок. С 1962 года в Любанском районе.
С января 1965 года утратил статус районного центра и был включён в состав вновь образованного Солигорского района Минской области БССР.
С 1991 года городской посёлок Солигорского района Минской области Республики Беларусь.

## Население
Численность населения — 6 417 человек (на 1 января 2025 года).
| Численность населения:                                                                          |
| Графики недоступны из-за технических проблем. См. информацию на Фабрикаторе и на mediawiki.org. |

| 1939 | 1959   | 1970   | 1979   | 1989   | 2006   | 2016   | 2018   | 2023   | 2024 | 2025   |
| ---- | ------ | ------ | ------ | ------ | ------ | ------ | ------ | ------ | ---- | ------ |
| 3415 | ▲ 5427 | ▼ 3911 | ▲ 5200 | ▲ 5795 | ▼ 5600 | ▲ 6055 | ▲ 6287 | ▲ 6492 | 6492 | ▼6 417 |

| Национальный состав по переписи 2009 года | Национальный состав по переписи 2009 года | Национальный состав по переписи 2009 года |
| ----------------------------------------- | ----------------------------------------- | ----------------------------------------- |
| Белорусы                                  | 5251                                      | 94,31 %                                   |
| Русские                                   | 225                                       | 4,04 %                                    |
| Украинцы                                  | 36                                        | 0,65 %                                    |
| Поляки                                    | 14                                        | 0,25 %                                    |

## Экономика
- Торфобрикетный завод, один из крупнейших в Европе. Торфобрикетчики построили в Старобине микрорайон с необходимой инфраструктурой, дали работу строительным, автомобильным, мелиоративным и другим организациям.
- Предприятия топливной, лесной, легкой и деревообрабатывающей промышленности.

## Культура
- Дом культуры

## Достопримечательности
- Парк культуры и отдыха над рекой Случь
- Николаевская церковь (1859).
- Свято-Иоанно Богословский приход. Церковь во имя святого апостола Иоанна Богослова уже когда-то существовала в Старобине. В 1876 году её перенесли с церковного погоста в урочище Подброды. В 1932 году Иоанно-Богословскую церковь разобрали и увезли в Кулаки, где сделали из неё клуб. Никольскую церковь, которая стояла в центре Старобина, тоже переделали в клуб. В 1982 году этот клуб сгорел. В 2012 году на этом месте на пожертвования жителей Старобина воздвигнута новая церковь во имя святого апостола Иоанна Богослова.
- Свято-Николаевская церковь (конец XX в.)
- Еврейское кладбище. Еврейское кладбище образовалось на месте расстрела и захоронения четырёх партизан в 1944 году. Позднее партизаны были перезахоронены, а на месте первого захоронения образовалось еврейское кладбище, на котором на сегодняшний день двадцать две еврейские могилы, восемь из которых — ветеранов Второй мировой войны.

#### Памятник, скульптура
- Памятник В. И. Ленину в парке
- Памятник на могиле Героя Советского Союза Д. Т. Гуляева —  Историко-культурная ценность Республики Беларусь, шифр 613Д000535
- Старое еврейское кладбище, захоронения XVII—XIX веков
- Памятник землякам, погибшим в Великую Отечественную войну.
- Мемориальный комплекс в память советских воинов, партизан и земляков.
- Могилы жертв фашизма.